# Нельсон, Стивен Шарп
Стивен Шарп Нельсон (англ. Steven Sharp Nelson, род. 1977) — американский виолончелист, основатель «виолончельной перкуссии» (cello-percussion), альтернативного способа игры, сочетающего в себе традиционные, лирические методы виолончели с нетрадиционными пиццикато и перкуссивной техникой.

## Биография
Родился и живёт в Солт-Лейк-Сити, штат Юта. Игре на виолончели начал учиться в возрасте 8 лет, ударных — 12 лет, гитаре — 17 лет. Изобрёл новый метод игры на виолончели, который сочетает в себе элементы каждого из этих инструментов.
В 2002 году окончил музыкальное училище Университета Юты. Педагогами Нельсона по классу виолончели (его основного инструмента) были Райан Сельберг, Стивен Эмерсон и Джон Екштейн.
Карьеру виолончелиста начал в 15 лет. Питер Бреингольт пригласил его в группу Breinholt. С тех пор записал более 100 различных альбомов от фолка и блюграсс до хип-хопа. Кроме того, он стал выступать как сольный исполнитель. В 2006 году вышел его первый альбом «Sacred Cello» («Священная виолончель»), который оказался на вершине Billboard Charts. Впоследствии вышло ещё два сольных альбома, которые также получили массовое признание («Tender Mercies», 2008, и «Christmas Cello», 2010). 
Известен сотрудничеством с пианистом Джоном Шмидтом в дуэте The Piano Guys. Их аранжировки Love Story Тейлор Свифт и Viva La Vida Coldplay стали настоящей сенсацией на YouTube. Шмидт и Нельсон регулярно выступают вместе в США и за их пределами. Нельсон также часто сотрудничает с пианистами Полом Кардаллом и Маршаллом Макдональдом. Вместе с Макдональдом написал две симфонии («Spanish Trail Suite», 2006, и «Africa», 2008).
На творчество Нельсона повлияли Виктор Долг, Бобби МакФеррин, Питер Шикеле, Йо-Йо Ма, U2, Sting и Джеймс Тейлор. Его исполнительский стиль состоит из смеси пародии, комедии и мюзикла.
Член Церкви Иисуса Христа Святых последних дней. Женат, имеет четверых детей.